# Civis Romanus sum
Civis Romanus sum ('sono cittadino romano') è una locuzione latina che indicava il possesso della cittadinanza romana e sottintendeva, in senso lato, tutti i diritti (e i doveri) connessi a tale stato (Cicerone, In Verrem II, 5, 162).
Tale frase fu pronunciata con orgoglio da vari personaggi latini per far valere i privilegi riservati al civis. Anche ai prigionieri, se potevano vantare tale prerogativa, veniva riservato un trattamento di favore. Dal punto di vista del diritto, tale locuzione era invocata dai prigionieri accusati di un reato al fine di ottenere di essere giudicati da un tribunale secondo la legislazione romana e non secondo le leggi derivanti da usanze e costumi propri delle minoranze etniche facenti parte delle province dell'Impero.
Paolo di Tarso, appellandosi all'Imperatore, ottenne che venisse sospeso il processo che lo vedeva imputato per le leggi del suo popolo e nella sua terra,  e che lui, in catene e sotto scorta, fosse portato a Roma, (At 22,27), per essere giudicato dall'imperatore dell'epoca, Nerone, sebbene la tradizione storiografica ce lo tramandi come uno tra i più feroci persecutori del culto cristiano.
La frase fu pronunciata anche dal presidente degli Stati Uniti John F. Kennedy nel suo famoso discorso Ich bin ein Berliner, pronunciato a Berlino Ovest il 26 giugno 1963: